# Schefflera morototoni
Schefflera morototoni, llamado comúnmente cacheta,  yagrumo macho, amba'y guazú o anolillo, es un árbol de la familia de las araliáceas, muy abundante en algunas regiones argentina tropicales de América del Sur y América Central.

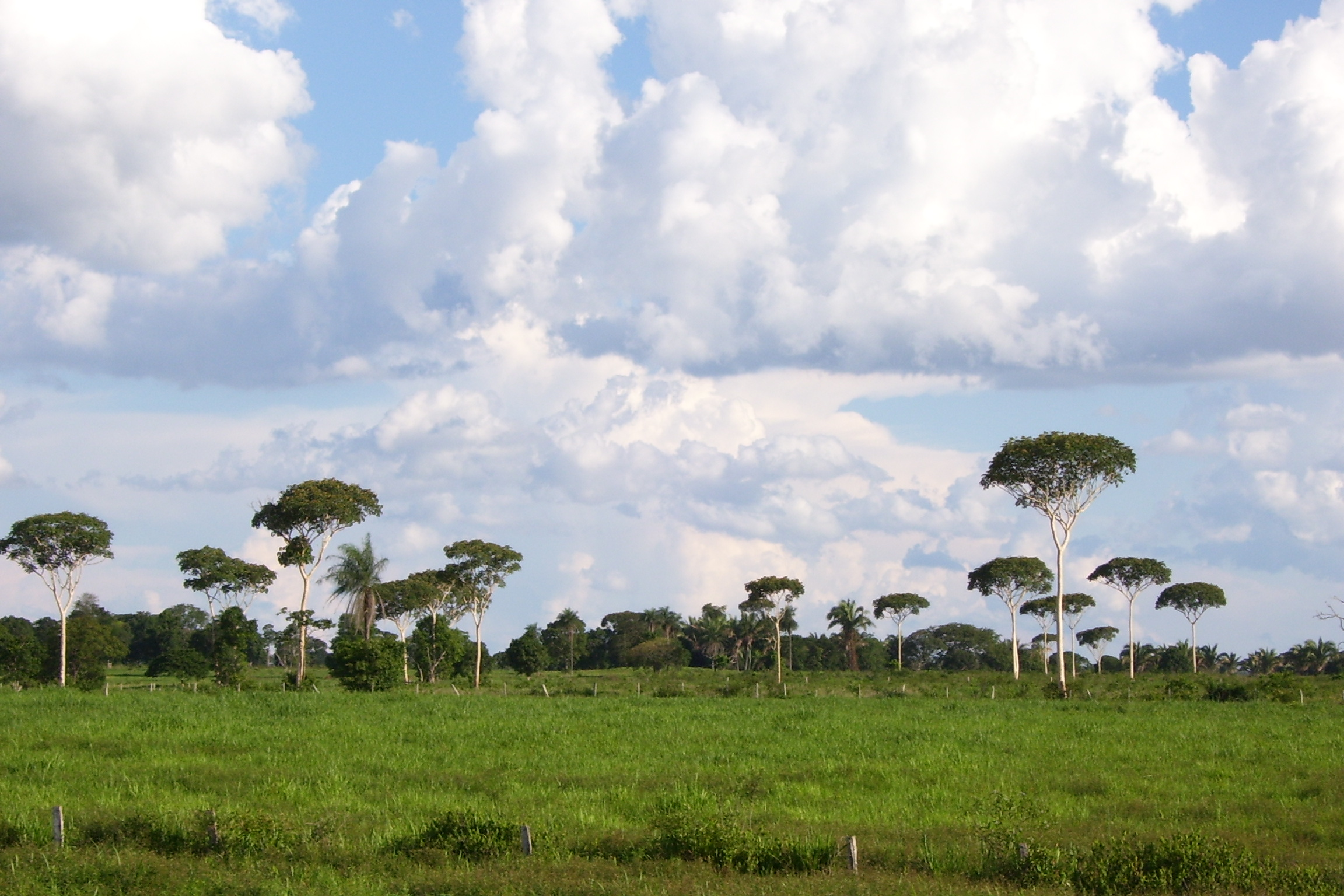
En su hábitat

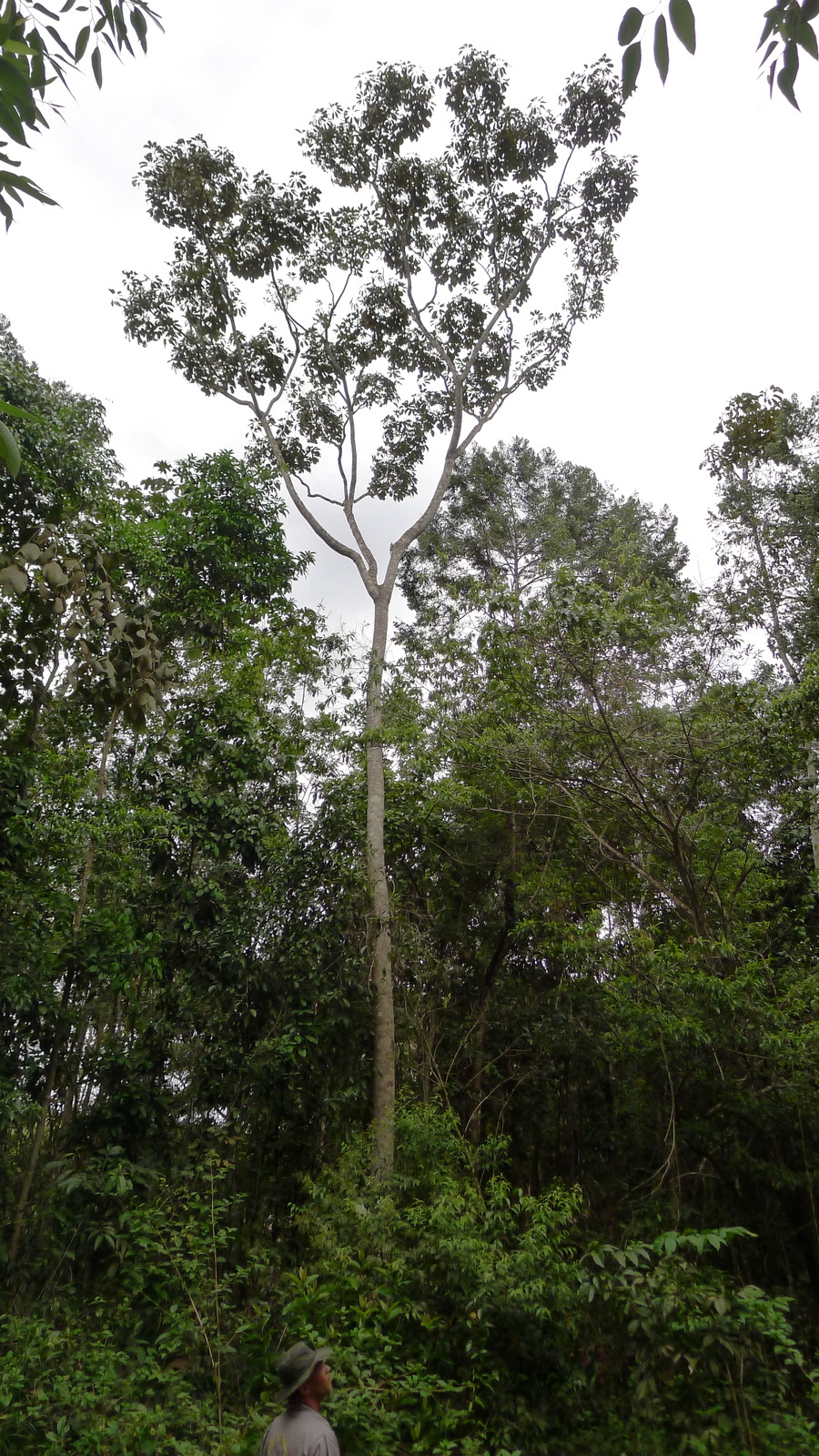
Vista de la planta

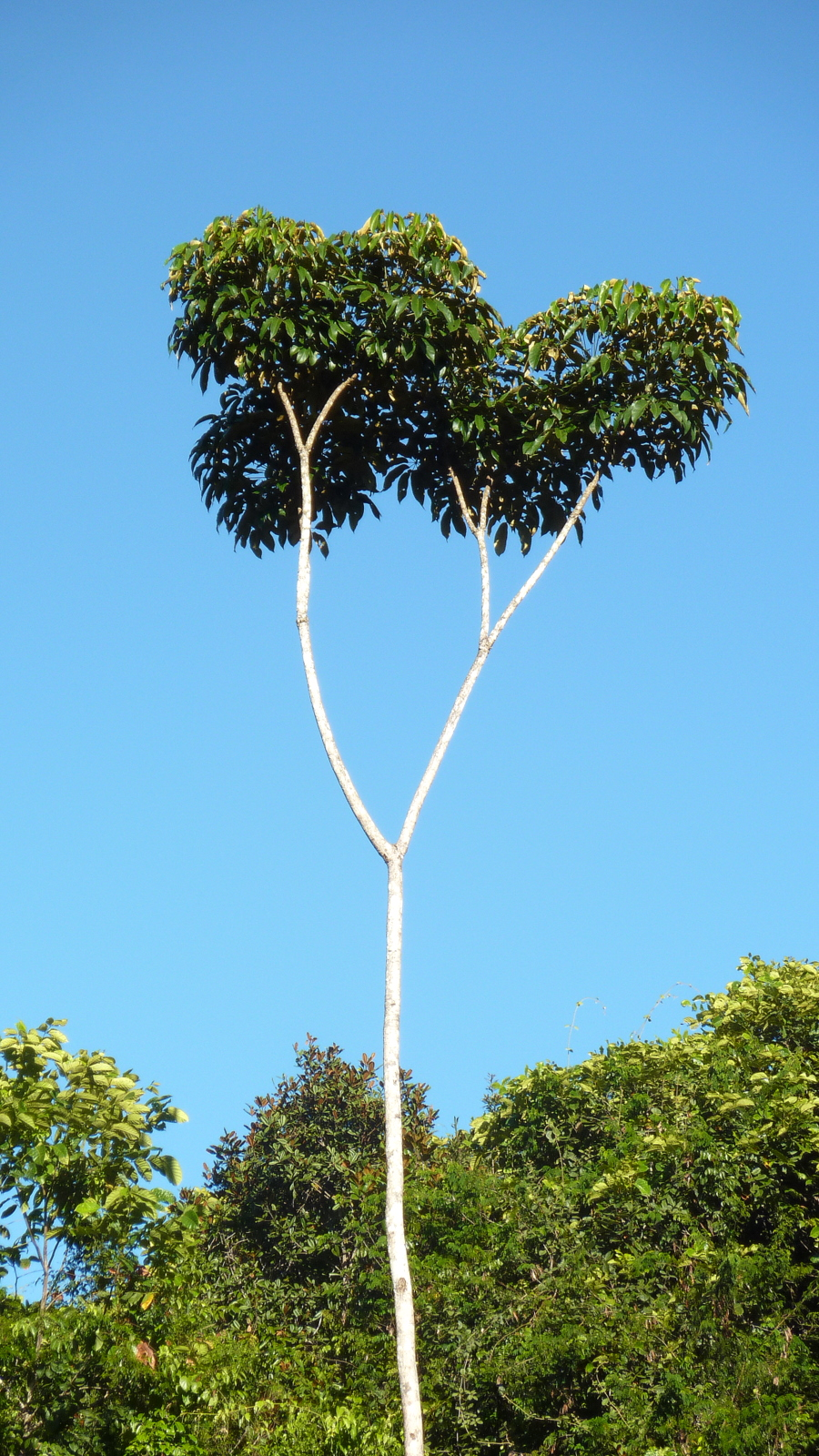
Vista de la planta

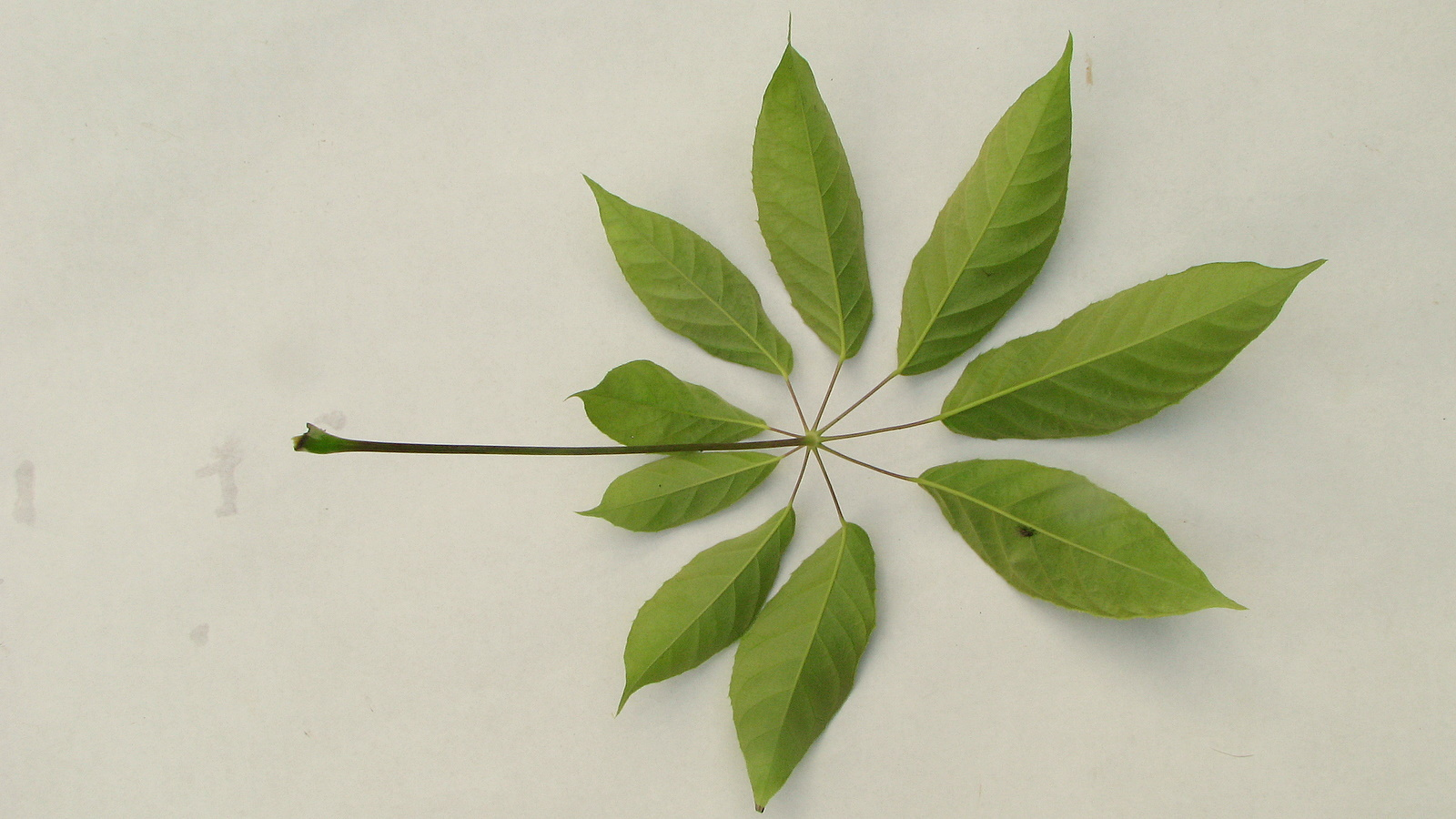
Hojas

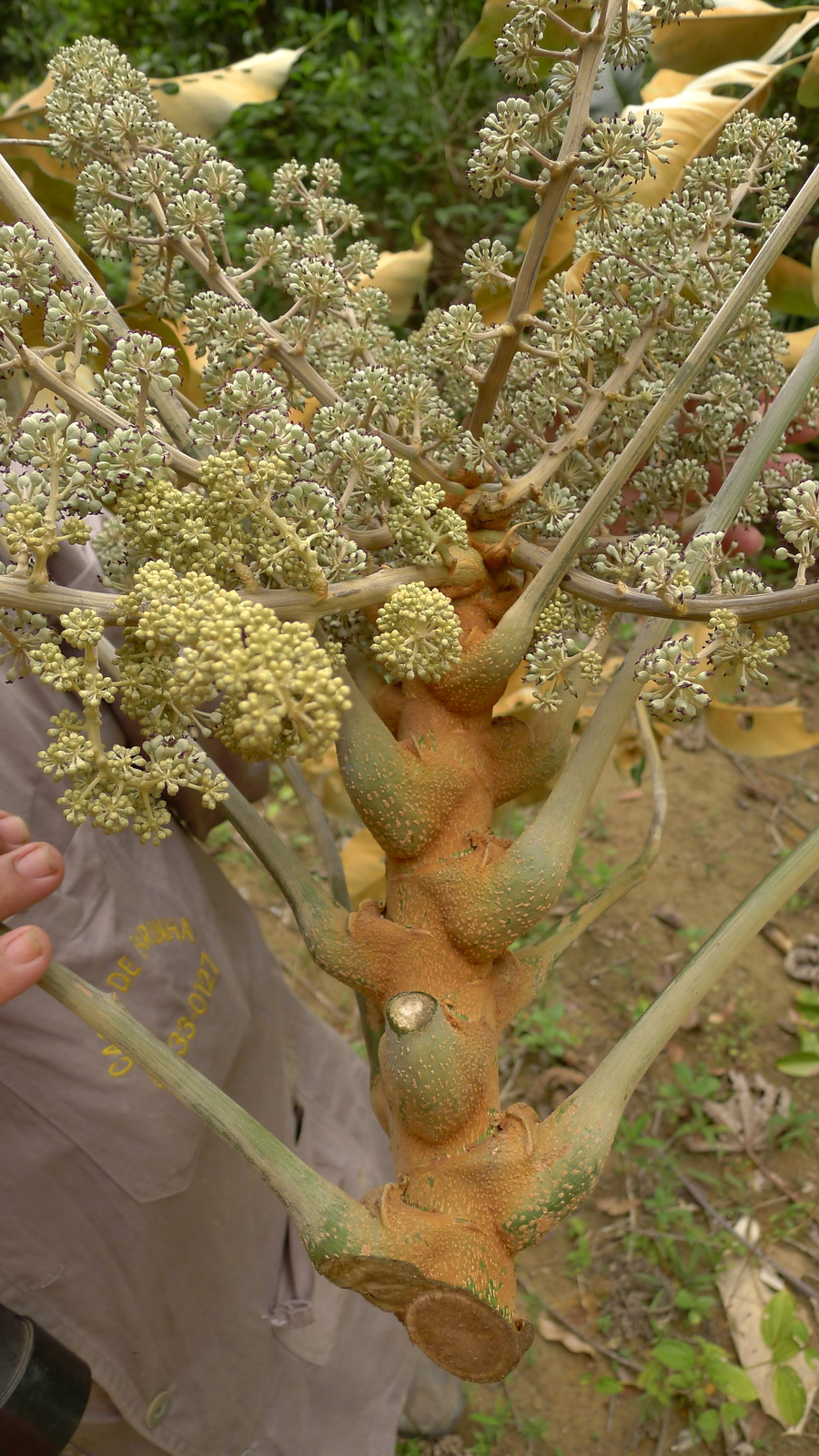
Inflorescencia

## Descripción
Es un árbol de tamaño mediano, alcanzando los 30 m de altura, con un fuste cilíndrico y ligeramente tortuoso de hasta 1 m de diámetro. La copa tiene forma de sombrilla, ramificándose poco y sólo cerca de la cima . Las cicatrices marcan la corteza de color blanquecino, lisa y de tacto suave. 
Las hojas son largas, de hasta 40 cm, compuestas, digitadas y alternas, al cabo de largos pecíolos con estípulas bien marcadas, que se insertan diagonalmente en el tallo. Tienen 10 u 11 foliolos elípticos y acuminados, de márgenes sinuosos, ligeramente coriáceos, con el haz verde y el envés brillante, rojizo e intensamente pubescente.
Florece a lo largo del año, produciendo ramilletes en forma de umbelas paniculadas laterales, de 20 a 60 cm de longitud. Los floros son numerosos, ubicados al cabo de talluelos florales, pardogrisáceos y pentámeros, con un diminuto hipantio en el que se aloja el ovario inferior; son pentámeras, de pétalos blancos, de un par de milímetros de largo, con cinco estámenes y dos estilos. El fruto es una baya carnosa, de color grisáceo, de unos 5 a 10 mm de largo y un poco más de ancho, que contiene dos semillas planas y oblongas, de dispersión zoocórica.
En Venezuela y otros países se le da el nombre de yagrumo a la Cecropia peltata que, aunque de aspecto similar, constituye una especie diferente.

## Cultivo
Frecuente en la vegetación secundaria de la selva, aparece también en los márgenes de las llanuras y en bosques de altitud hacia los Andes; aunque soporta algo de sombra cuando juvenil, es fuertemente heliófita, y las plantaciones deben hacerse espaciadas y a pleno sol, creciendo mejor en grupos que en líneas. Prefiere suelos ligeros, arcillosos o arenosos, profundos y bien drenados, semihúmedos a húmedos.

## Uso
La madera, de color pardo claro ligeramente rosácea, se emplea para carpintería y ebanistería; es poco pesada, de textura media, superficie lisa y trabajable con facilidad. Se utiliza para obra civil, guarniciones, tablas de resistencia media, como sustituto de la madera balsa de más peso o para fósforos y otros productos similares. La de mejor calidad se emplea en instrumentos musicales y laminados decorativos. La pulpa es excelente para la elaboración de papel.
Las hojas se utilizan en infusión y emplastos como medicinales

## Taxonomía
Schefflera morototoni fue descrita por (Aubl.) Maguire, Steyerm. & Frodin y publicado en Species Plantarum 2: 652. 1753.
Etimología
Schefflera nombre genérico que fue nombrado en honor del botánico alemán del siglo XIX Jacob Christian Scheffler, que escribió sobre el género Asarum.
morototoni: epíteto
Sinonimia
- Didymopanax morototoni (Aubl.) Maguire, Steyerm. & Frodin
- Didymopanax morototoni var. angustipetalum Marchal
- Panax morototoni Aubl.
- Sciadophyllum paniculatum Britton[3]
- Oreopanax morototoni (Aubl.) Pittier
- Panax speciosum Eggers
- Panax undalata Aubl.
- Panax undulatus Kunth

var. morototoni
- Aralia micans Willd. ex Schult.
- Didymopanax calophyllus Decne. & Planch.
- Didymopanax chrysophyllus (Vahl) Decne. & Planch.
- Didymopanax micans (Willd. ex Schult.) Krug & Urb.
- Didymopanax morototoni var. poeppigii Marchal
- Didymopanax poeppigii Decne. & Planch.
- Didymopanax speciosus (Willd.) Decne. & Planch.
- Didymopanax splendens (Kunth) Decne. & Planch. ex Seem.
- Didymopanax splendidus Planch. ex Linden
- Didymopanax undulatus C.Wright
- Panax chrysophyllus Vahl
- Panax speciosus Willd.
- Panax spinosus Poir.
- Panax splendens Kunth
- Schefflera splendens (Kunth) Frodin ex Lindeman[4]